# 下溪洲 (臺南市)
下溪洲是臺灣臺南市學甲區的一個傳統地域名稱，為學甲十三庄後社庄中的一個角頭聚落，古稱溪洲仔是倒風內海南邊一個沙洲，之後為與北邊的頂溪洲作區分，便就叫下溪洲，本是學甲區彭城里境內，後因縣市合併行政區調整，又與一秀及煥昌兩里合併為秀昌里。

## 位置與交通
位於學甲西北隅，在三連路南方，中山路兩側以北，而在生活圈上屬學甲街後社的一部分。
臺南市171線與174線兩縣道分別經過下溪洲南北兩邊，而東邊也有臺19從經過。

## 聚落脈絡
初起時下溪洲為泉州劉郭兩姓先人所開墾，當初開墾時因在溪邊結庄社，因此便稱聚落為「溪洲仔」，惟為與其北邊的溪洲仔寮有所區分，又因庄頭位於溪洲仔寮南邊故而便又改為「下溪洲」或者「下溪洲仔」。
而昔日劉姓先祖（劉雜：1853-1935）是最早入墾下溪洲的人，且日後劉氏又為此地之大姓，因彭城為劉姓的堂號，故而日後在行政命名上便稱之為彭城里。民國67年（1978年）3月進行行政取編組，彭城里因人口外移戶數不足遂併入了一秀里。民國95年（2006年）2月1日，因行政區域調整之故又將一秀里與煥昌里併為秀昌里。此外，下溪洲另一大姓郭姓，則多分移至北方的倒風內海新埔地居住，大多為頂溪洲與紅茄萣等兩地。  

## 宗教
下溪洲主要的角頭廟為慈太宮，主祀為中壇元帥，該廟每年農曆九月九日（中壇元帥聖誕）皆舉行煮油除穢儀式，較為與眾不同的是虎爺用香灰抹面，而儀式的現場會有一口巨大的油鍋，且滾燙的油在鍋中沸騰，並且有多位法師或是道士誦經持咒。

## 圖集

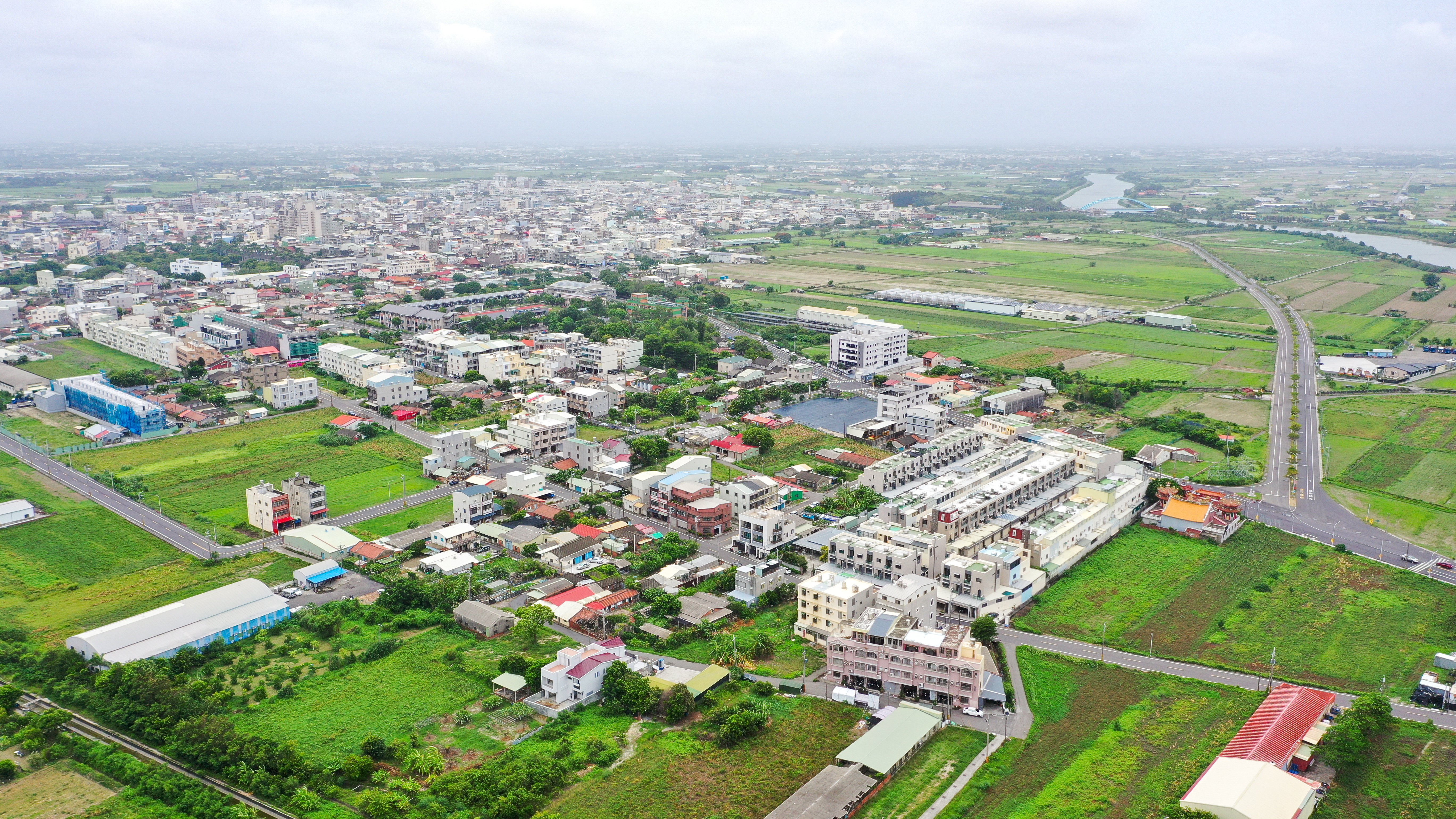
下溪洲空照-1
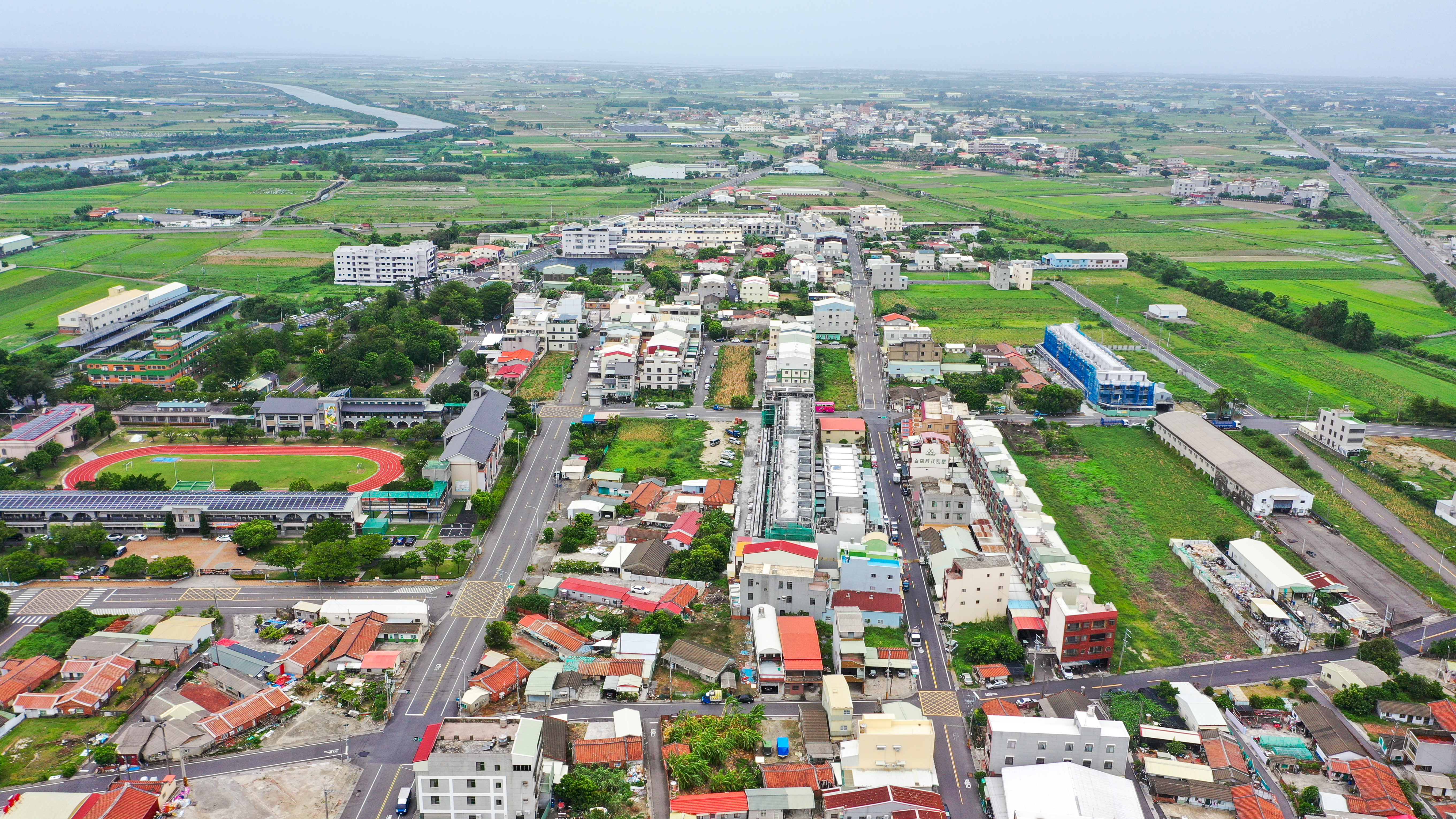
下溪洲空照-3
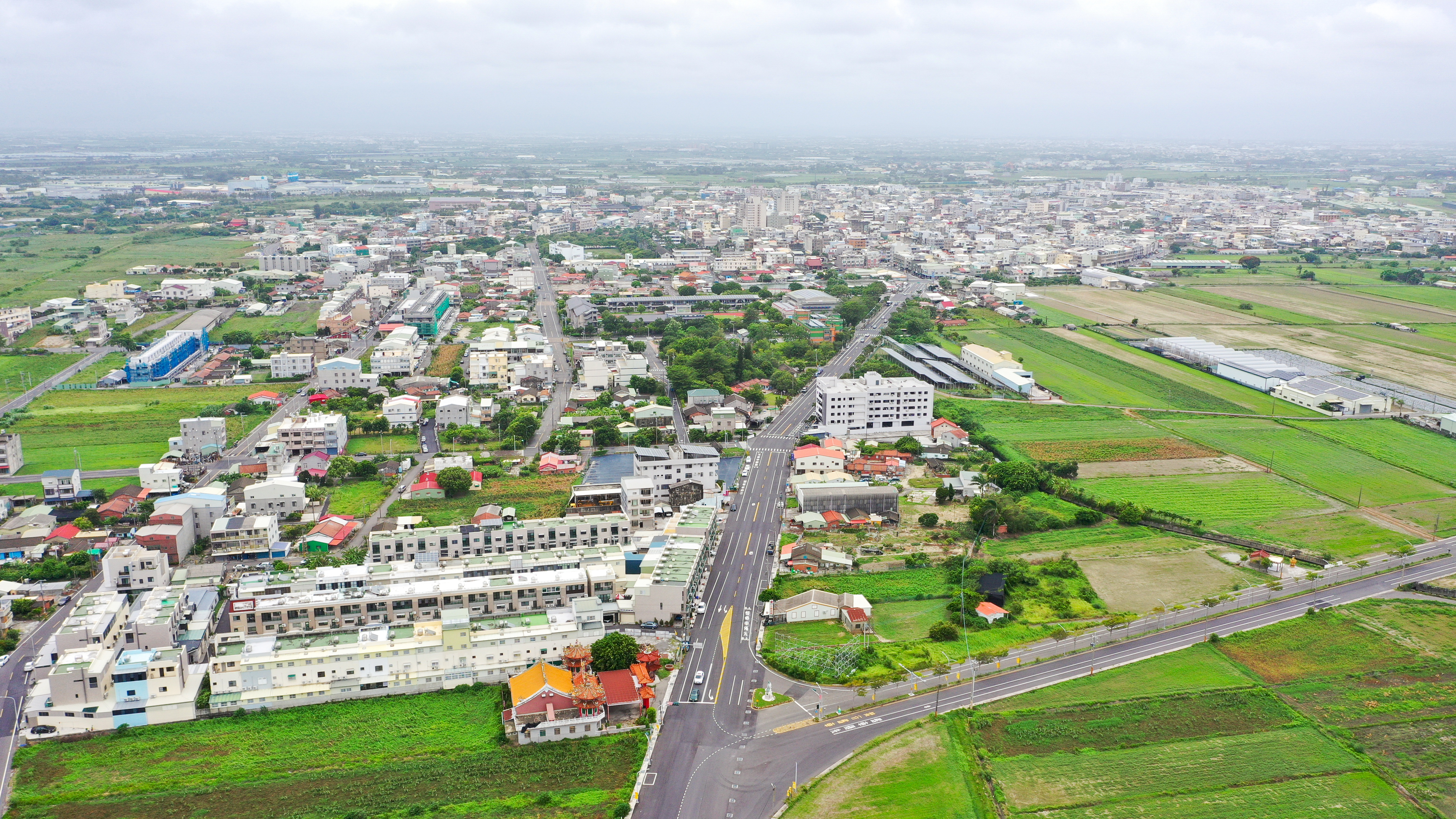
下溪洲空照-2
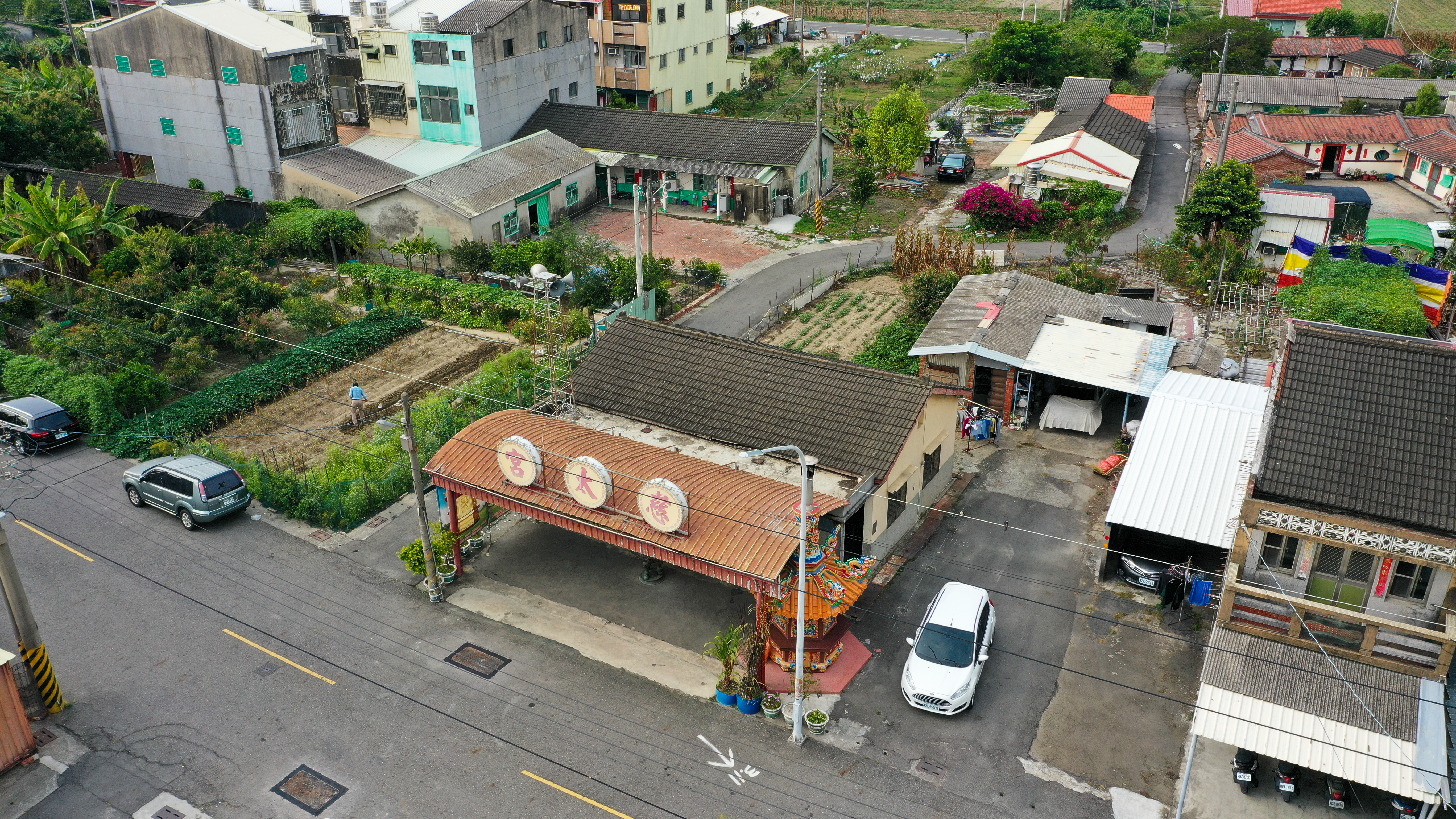
學甲下溪洲慈太宮-空照